# Cleurie
Cleurie är en kommun i departementet Vosges i regionen Grand Est (tidigare regionen Lorraine) i nordöstra Frankrike. Kommunen ligger i kantonen Remiremont som tillhör arrondissementet Épinal. År 2022 hade Cleurie 648 invånare.

## Befolkningsutveckling
Antalet invånare i kommunen Cleurie
| Referens: INSEE |